# Fredo Corleone
 (juillet 2012).
Si vous disposez d'ouvrages ou d'articles de référence ou si vous connaissez des sites web de qualité traitant du thème abordé ici, merci de compléter l'article en donnant les références utiles à sa vérifiabilité et en les liant à la section « Notes et références ».
Frederico « Fredo » Corleone est un personnage de fiction du roman de Mario Puzo Le Parrain (1969).
Il est le second fils de Vito Corleone, chef d'une puissante famille de la mafia de New York, le petit frère de Santino et le grand frère de Michael et Constanzia Corleone.
Ce personnage apparaît dans les films Le Parrain et Le Parrain 2, réalisés par Francis Ford Coppola. Il est interprété par John Cazale.

## Biographie fictive

### Le Parrain
Dans les romans de Puzo et dans les films de Francis Ford Coppola, Fredo est présenté comme le plus faible et le moins intelligent des trois fils de Vito Corleone (Marlon Brando).
En conséquence, son père ne lui attribue que des tâches subalternes. Dans Le Parrain, Fredo (John Cazale) assiste à la tentative d'assassinat sur son père, sans le protéger, ni parvenir à répliquer, bien qu'il soit armé d'un pistolet. Durant la guerre des gangs qui s'ensuit, son frère Sonny prend les rênes de la famille Corleone et l'expédie à Las Vegas comme second de Moe Greene. Peu de temps après, Sonny est lui-même abattu par les hommes de main de son ennemi, Barzini.
Le choix d'un nouveau Don se porte sur le petit frère de Fredo, Michael, ce qu'il ressent comme une humiliation. La blessure est ravivée par le comportement autoritaire de Michael à son égard lors de leurs retrouvailles dans les bureaux de Moe Greene à Las Vegas.

### Le Parrain 2
Le personnage de Fredo prend davantage d'importance dans Le Parrain 2.
En 1958, Michael Corleone entame un partenariat d'affaires avec un mafieux juif de Floride, Hyman Roth. Ils échangent par l'intermédiaire du bras droit de Roth, Johnny Ola. Michael ignore toutefois que son frère Fredo collabore désormais avec Roth et Ola, qui le manipulent afin d'accéder à la propriété des Corleone. Ils ambitionnent ainsi d'abattre Michael pour débloquer un conflit annexe qui déchire New York, opposant d'un côté Frank Pentangeli, vieil ami de Vito Corleone soutenu par Michael, et de l'autre les frères Rosato, soutenus par Roth et Ola.
Michael découvre le complot lors d'un séjour à La Havane. De retour à la résidence familiale des Corleone dans le Nevada, les deux frères se disputent : Fredo reproche à Michael de l'avoir maintenu à l'écart, alors qu'il est l'aîné. Au terme de la discussion, Michael exile Fredo puis charge son second, Al Neri, de le protéger tant que leur mère est encore en vie.
À son décès, en 1959, Michael feint de lui pardonner à la demande de leur sœur Connie, mais ordonne simultanément en secret à Neri de l'exécuter lors d'une partie de pêche sur le Lac Tahoe.

### Le Parrain 3
Dans le troisième volet, Kay Adams (ex-épouse de Michael) affirme que son fils, Anthony, doute de la noyade accidentelle et croit à la mise à mort de Fredo par son frère. Seule Connie persiste à penser le contraire. Michael confesse finalement cette faute auprès du cardinal Lamberto.